# 復讐の女神 (小説)
『復讐の女神』（ふくしゅうのめがみ、原題: Nemesis）は、1971年に出版されたアガサ・クリスティによる推理小説であり、ミス・マープル・シリーズの長編第11作。長編として出版されたマープル・シリーズはこの次の『スリーピング・マーダー』が最後であるが、執筆された時期は本作が最後である。
『カリブ海の秘密』でマープルに出会い、ともに謎解きをした大富豪ジェースン・ラフィールが死去し、彼が遺言にミス・マープルが解決すべき別の謎を残す。

## あらすじ
ミス・マープルのもとに、以前マープルが休暇中に遭遇した殺人事件（『カリブ海の秘密』）で出会い、最近亡くなった大富豪ジェースン・ラフィールの弁護士から、何らかの犯罪を調べてほしいという手紙が届く。解決に成功すれば2万ポンドをマープルに相続させるという。しかしラフィールは彼女にほとんど手がかりを残していなかった。彼女はまず、ラフィールが生前に手配した、イギリスの有名な邸宅や庭園を巡るツアーに他の15人とともに参加することから始める。エリザベス・テンプルは引退した学校の校長で、かつてラフィールの息子マイケルと婚約していたヴェリティという娘の話を聞かせてくれる。別の乗客ミス・クックは、セント・メアリ・ミードでマープルが見かけたことのある女性だった。
ラフィールは生前、ラヴィニア・グリンとその2人の姉妹に手紙を書き、マープルがツアーの中で最も体力的にきつい数日間を彼女たちの住むマナーハウスで一緒に過ごしてもらうように、と勧めていたという。これが次のヒントであった。マープルはラヴィニアの招待を受け、そこでラヴィニアの姉クロチルドと妹アンシアに出会う。屋敷の敷地内を見学していたマープルは、崩れた温室を覆っているポリゴナム・バルドシュアニカムの花が咲こうとしているのに気づく。使用人に話を聞くと、ヴェリティは両親を亡くしてこの家に迎えられ、クロチルドにとてもなついていたという。しかしその後ヴェリティは無惨にも殺されてしまい、マイケル・ラフィールが刑務所に収監されているのであった。
ツアーに再び合流した朝、マープルはテンプルが前日のハイキング中に岩崩れで負傷し、病院で昏睡状態になっていることを知る。一行は延泊して、ツアーガイドからテンプルの容態が知らされるのを待つ。犯罪心理に関心を持つ病理学者で心理学者のワンステッド教授も、ラフィールからツアーに参加するように指示されていた。彼は刑務所の所長からの依頼でマイケルを診察し、マイケルに殺人の能力は無いという結論を出していた。彼はマープルに、ラフィールが息子マイケルと距離を置いていたが正義を望んでいたことを話す。そして、地元でノラ・ブロードという娘が行方不明になっていることにも言及し、彼女が殺害されているのではないかと心配する。ワンステッドは病床のテンプルがわずかに意識を回復したときに頼まれ、マープルを病院に連れてくる。そこでテンプルは目を覚まし、マープルに「ヴェリティ・ハントを探して」と告げ、その夜死んでしまう。三姉妹は、マープルがツアーに戻らないと決めたと知ると、再び屋敷に泊まりに来てくれるようにと招待し、マープルはそれを受ける。その夜、ラヴィニアはマープルに自分たちの家庭でのヴェリティの話をする。
テンプルの死に関する調査の後、マープルはテンプルの友人であるブラバゾン副司教の訪問を受ける。彼はマープルに、ヴェリティとマイケルが秘密裏に結婚するつもりだったと告げる。彼は秘密にすることに反対し、2人の将来を心配していたが、2人が愛し合っているのがわかったので結婚に同意したという。しかし、彼らは結婚式を挙げに来なかったし、手紙ひとつ寄越さなかったので、とても驚いたのだという。マープルはツアーが再開されると、三姉妹の家にもう一晩滞在する。ワンステッド教授はマープルから頼まれた用事でロンドンに行く。乗客のバローとクックは近くの教会を訪ねることにする。その夜マープルは、これまで起こったかもしれないと思うことについて姉妹たちに話す。その最中にバローとクックが現れ、マープルと話をすることになる。2人はしばらく滞在し、その夜、またコーヒーに招待される。
テンプルの話をするうちに、マープルは、ジョアンナ・クロフォードとエムリン・プライス（ツアー参加者のうち2人）が岩を押したのであり、彼らのアリバイは偽装であると示唆する。バローとクックが帰る際、クックはマープルに、コーヒーは眠れなくなるから避けたほうが良いと言う。するとクロチルドは温かい牛乳を持ってくる。2人の女性はすぐに出発するが、それぞれが忘れ物を取りに戻る。夜中の3時にクロチルドはマープルの部屋に入ってくるが、マープルが電気を点けたので驚く。マープルは牛乳を飲まなかったと言う。クロチルドは温めなおそうと言うが、マープルは、クロチルドがヴェリティを殺し、その死体を元温室に埋めたことを知っているから飲まないと言う。また、クロチルドがノラ・ブロードを残酷に殺害したのは、彼女の死体をヴェリティのものと誤認させ、マイケルに疑いを持たせるためであることも知っていると告げる。さらにクロチルドはテンプルも殺害したのであった。クロチルドがマープルに迫るとマープルは笛を吹き、クックとバローが彼女を助けに入って来る。クロチルドは毒入りの牛乳を自分で飲む。マープルは内務大臣に、ヴェリティが三姉妹の屋敷の敷地に埋葬されていることを含め、一連の話をする。マイケルは釈放される。マープルは与えられた仕事をやり遂げたと確信し、ラフィールの遺産を受け取る。

## 登場人物
- ミス・マープル
- ジェースン・ラフィール: 最近亡くなった大富豪。『カリブ海の秘密』で初めてミス・マープルに会っている。
- マイケル・ラフィール: ジェイソンの息子。ヴェリティ殺害容疑で収監されている。
- エスター・ウォルターズ: ラフィールの秘書
- ヴェリティ・ハント: マイケルと婚約したが、結婚は実現せず、数年前に殺害された。
- エリザベス・テンプル: ヴェリティが通っていた学校の元校長
- ミス・クック: ツアー客の女性
- ミス・バロー: ツアー客の女性
- ラヴィニア・グリン: 三姉妹の次女で未亡人。
- クロチルド・ブラッドベリースコット: 三姉妹の長女
- アンシア・ブラッドベリースコット: 三姉妹の三女
- ワンステッド教授: ラフィールの招待でツアーに参加した 15 人のうちの 1 人。マイケルを診察した精神科医。
- ブラバゾン副司教: テンプルの友人。マイケルとヴェリティの関係を知る人物。
- ジョアンナ・クロフォード: 叔母と一緒にツアーに参加している若い女性。
- エムリン・プライス: ツアー客の若者
- ノラ・ブロード: ブラッドベリースコットの屋敷の近くに住んでいた娘で、行方不明。

## 映像化

### テレビドラマ
ミス・マープル『復讐の女神』
シーズン2 エピソード4（通算第8話）  イギリス1987年放送
- ミス・マープル: ジョーン・ヒクソン
- ライオネル: ピーター・ティルベリ - マープルの甥
- エリザベス・テンプル: ヘレン・チェリー
- マッジ: ジョアンナ・ホール - バスガイド
- マイケル・ラフィール: ブルース・ペイン
- クロチルド・ブラッドベリー・スコット: マーガレット・タイザック
- ラヴィニア・グリン: ヴァレリー・ラッシュ

アガサ・クリスティー ミス・マープル『復讐の女神』
シーズン3 エピソード4（通算第12話）  イギリス2009年放送
ラフィールが言い残したメッセージに従ってマープルがバスツアーに参加する設定や犯人の動機、ヴェリティの死体がすり替えられたことなどは原作通りであるが、それ以降のストーリーはほぼ原作とは異なるオリジナルである。
- ミス・マープル: ジェラルディン・マクイーワン
- レイモンド・ウェスト: リチャード・E・グラント - マープルの甥
- マイケル・フェイバー（ラフィール）: ダン・スティーヴンス - ラフィールの息子
- ジョージナ・バロー: ルース・ウィルソン - バスガイド
- マーティン・ワッディ: ウィル・メラー - 戦争で大怪我を負った男